# Jakob Alešovec
Jakob Alešovec, slovenski pisatelj, dramatik, satirik in novinar, * 24. julij 1842, Skaručna, † 17. oktober 1901, Ljubljana.

## Življenje in delo
Jakob Alešovec se je rodil leta 1842 na Skaručni pri Ljubljani. Bil je sin čevljarja Jurija in njegove žene Apolonije (rojena Šubelj). Tudi Jakob sam bi moral opravljati čevljarski poklic. Ob pomoči duhovnikov pa je uspel zaključiti ljudsko šolo v Kamniku. V Ljubljani je obiskoval gimnazijo, a je šolanje zaradi pomanjkanja denarja in težav z matematiko opustil. Nekaj časa se je preživljal kot knjižničar in domači učitelj, od leta 1867 je v Ljubljani začel z delom poklicnega novinarja in pisatelja.
Sprva je pod vplivom nemške šole pisal v nemščini in največ objavljal v Laibacher Zeitung. Ob stikih s tedanjimi slovenskimi domoljubi se je odločil za slovenščino, ki mu je bila sprva trd oreh. Sodeloval je pri celovškem Slovencu in Kmetijskih in rokodelskih novicah. V letih od 1869 do 1885 je izdajal satirično-politični list Brencelj v lažnivi obleki oziroma kasneje Novi Brencelj v zbadljivi in šaljivi obleki. S časopisom si je nakopal veliko težav in je moral zaradi njega celo v zapor. V letu 1870 je nekaj mesecev kot zadnji urednik vodil tudi nemško pisani časnik Triglav.
Od leta 1866 je objavil več meščanskih humorističnih povesti, kriminalne zgodbe Iz sodnjiskega življenja (1875), burko Nemški ne znajo (1879) in uspelo satirično avtobiografijo Kako sem se jaz likal (1884). Leta 1885 mu je tako opešal vid, da je skoraj oslepel, zato je prenehal z izdajanjem Brenclja. 
Do svoje smrti leta 1901 je živel v hudi revščini. Umrl je v ljubljanski ubožnici.
Po njem je imenovana ulica v Ljubljani.

## Dela
- Kustoca in Vis. Ljubljana: J. Giontini, 1867. (COBISS)
- Vrtomirov prstan ali zmaj v Bistriški dolini. Kamnik: Tiskarna Slatnar, 1869. (COBISS)
- Ljubljanske slike. Ljubljana: Samozal., 1879.  (COBISS)
- Petelinov Janez. Ljubljana: Samozal., 1880. (COBISS)
- Ne v Ameriko!. Ljubljana: Katoliška bukvarna, 1912. (COBISS)
- Kako sem se jaz likal. Ljubljana: Katoliška bukvarna, 1910. (COBISS)
- Iz sodnijskega življenja. Ljubljana: Samozal., 1874. (COBISS)